# Cerapachys eguchii
}}
Cerapachys eguchii được Borowiec, M. L. phát hiện và mô tả vào năm 2009.